# Acantholipes affinis
Acantholipes affinis är en fjärilsart som beskrevs av Butler 1880. Acantholipes affinis ingår i släktet Acantholipes och familjen nattflyn. Inga underarter finns listade i Catalogue of Life.